# Nassella nidulans
Nassella nidulans là một loài thực vật có hoa trong họ Hòa thảo. Loài này được (Mez) Barkworth mô tả khoa học đầu tiên năm 1990.